# Departamento de Policía de Chicago

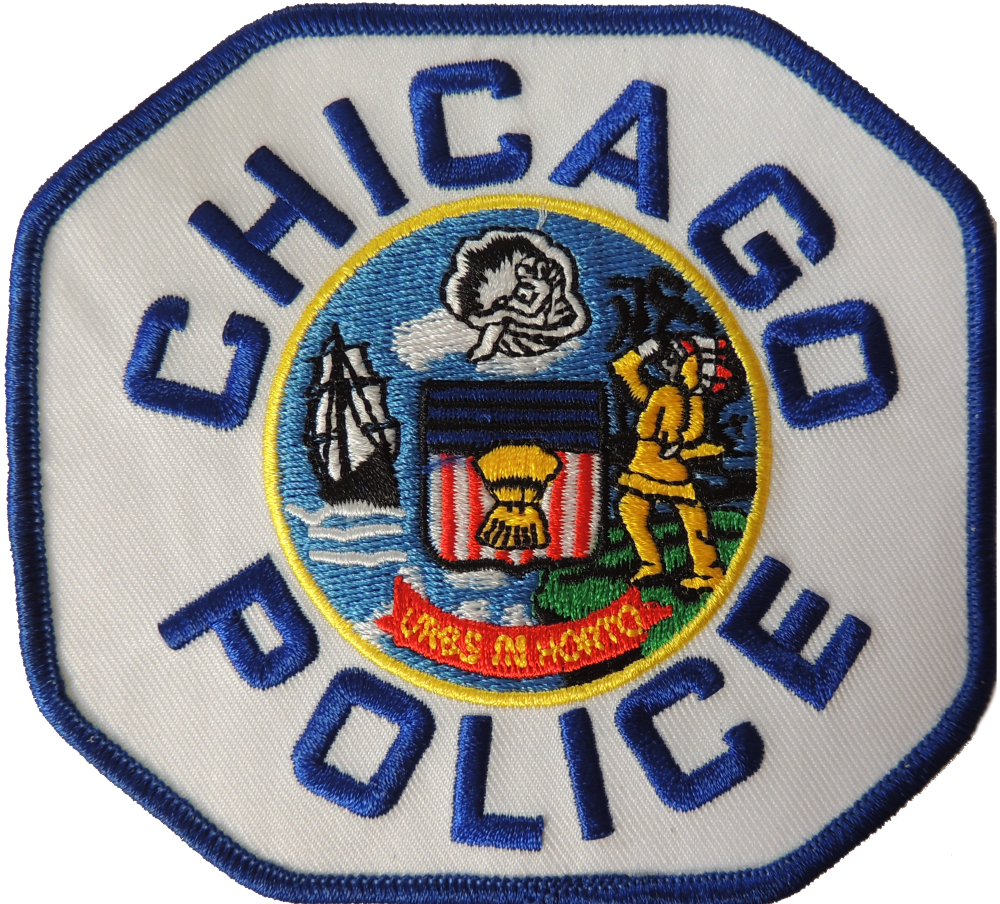
Parche de uniforme del Chicago Police Department

El Departamento de Policía de Chicago (CPD: Chicago Police Department, por sus siglas en inglés) es la agencia encargada del mantenimiento del orden en la ciudad estadounidense de Chicago, Illinois. Es el segundo departamento de policía municipal de los Estados Unidos, detrás del Departamento de Policía de la ciudad de Nueva York. Posee aproximadamente 12.000 oficiales y más de 1.925 de otros empleados. Sus raíces se remontan al año 1835, siendo una de las fuerzas policiales modernas más antiguas del mundo.

## Rangos
| Rango                          | Insignia     |
| ------------------------------ | ------------ |
| Superintendente de Policía     |              |
| Primer superintendente adjunto |              |
| Jefe                           |              |
| Jefe adjunto                   |              |
| Comandante                     |              |
| Capitán                        |              |
| Teniente                       |              |
| Sargento                       |              |
| Oficial de capacitación        |              |
| Agente de policía              | Sin insignia |

## Imágenes

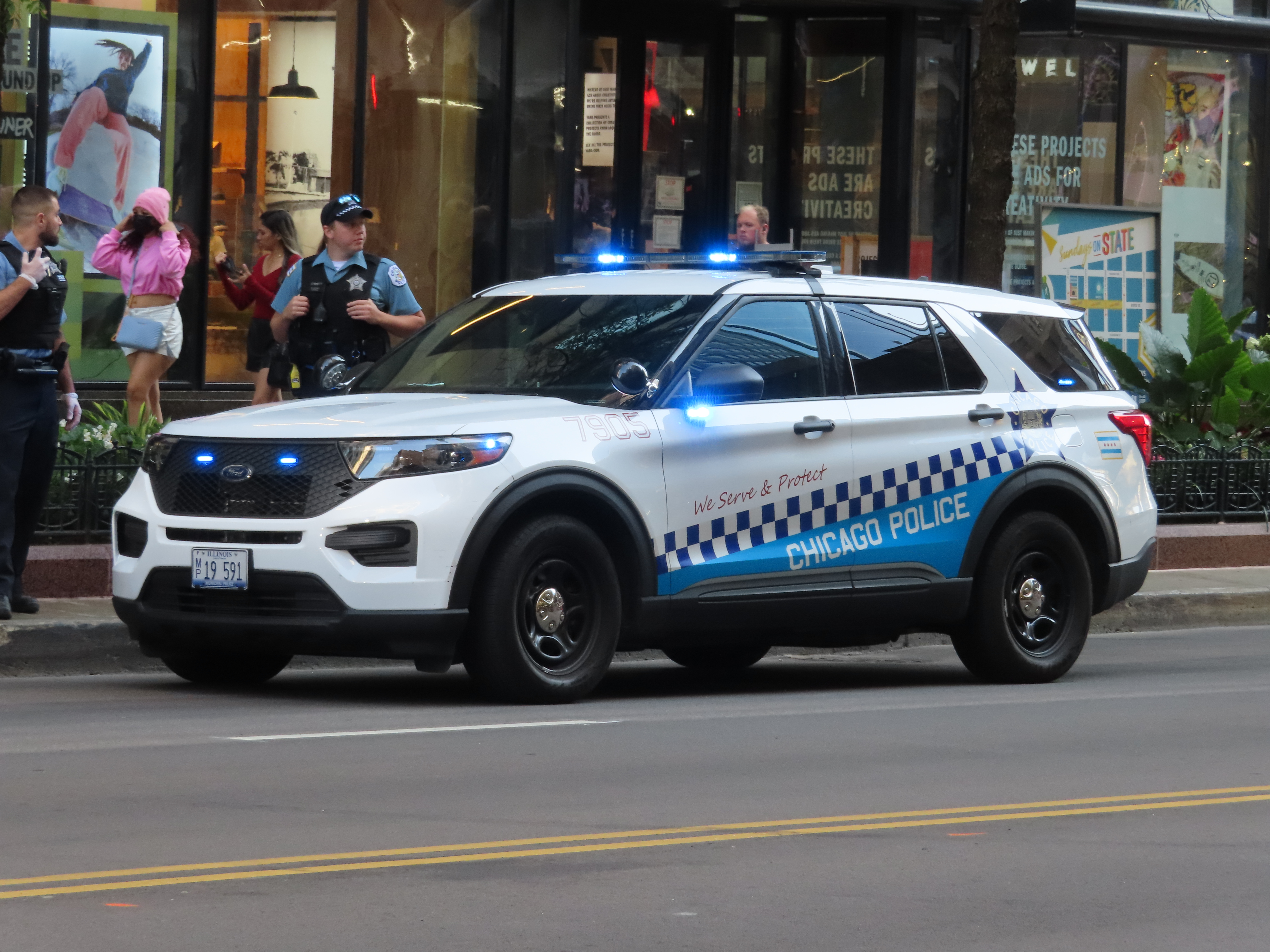
Vehículo del CPD
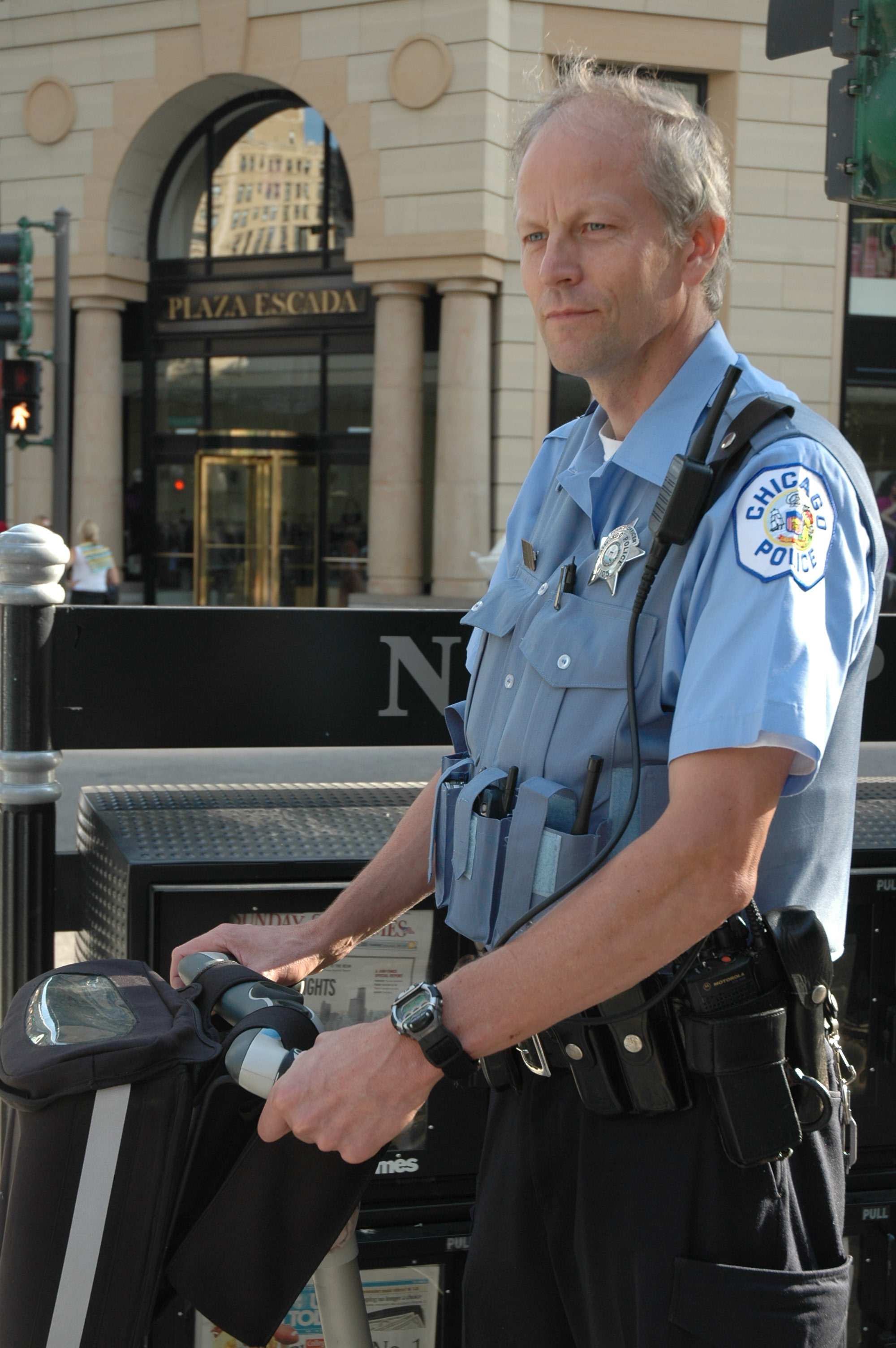
Oficial del CPD en un segway
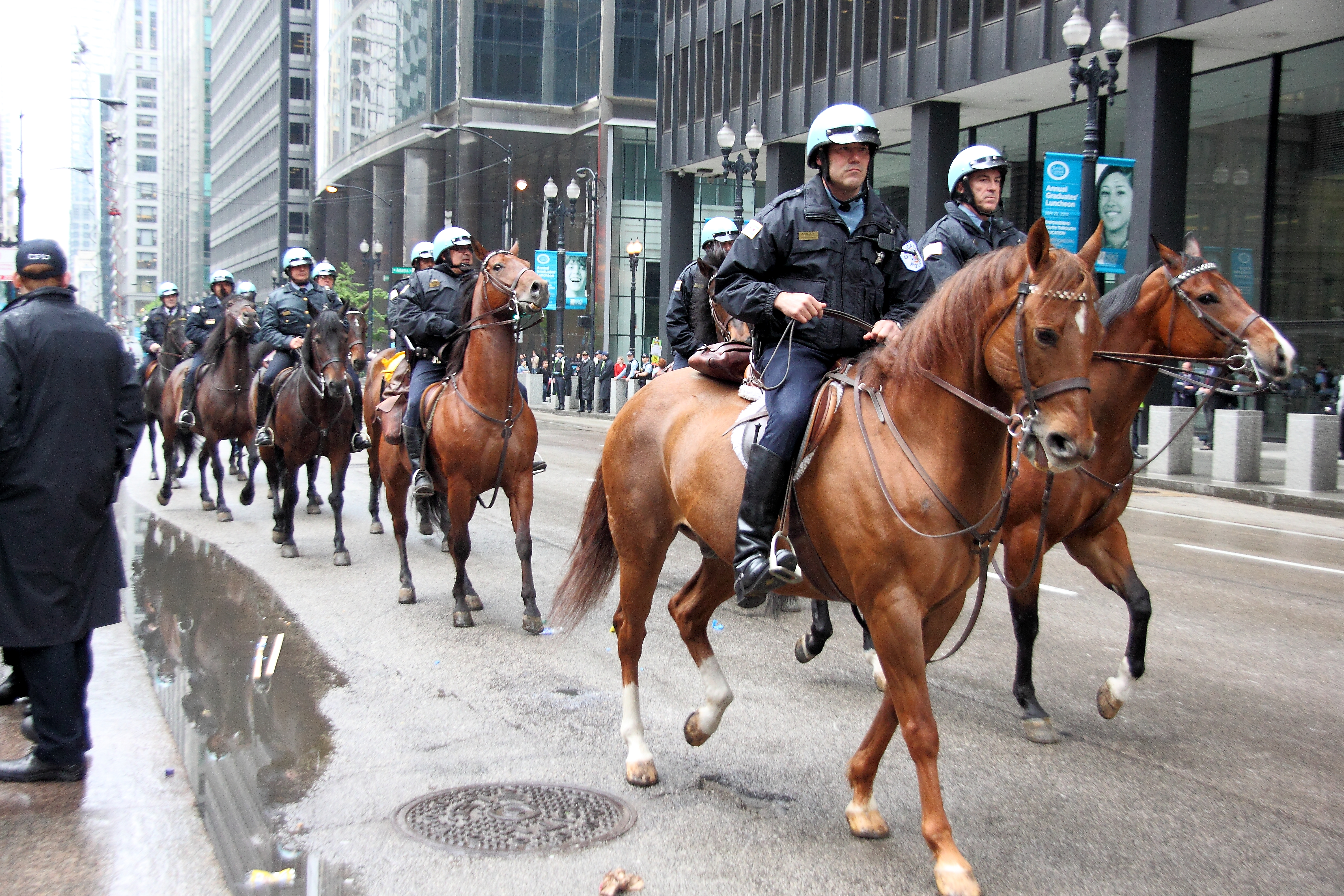
Unidad montada del CPD